# Цион, Илья Фаддеевич
Илья Фаддеевич Цион, известный также под именем Elie de Cyon (13 (25) марта 1842, Тельши, Ковенская губерния, Российская империя — 5 ноября 1912, Париж, Франция) — русский и французский физиолог, доктор медицинских наук, профессор, агент Министерства финансов России во Франции, международный авантюрист и финансовый махинатор, российский и французский журналист, публицист, автор полемических политических и экономических сочинений, еврей, один из предполагаемых фабрикаторов «Протоколов сионских мудрецов».

## Биография

### Ранние годы и образование
Илья Цион родился 13 (25) марта 1842 года в семье мещанина иудейского вероисповедания в уездном городе Тельши Ковенской губернии. В 1858 году окончил Черниговскую гимназию и поступил в Варшавскую медико-хирургическую академию, откуда в 1859 году перешёл на медицинский факультет Киевского университета Св. Владимира. Не завершив курса, Цион отправился для продолжения образования за границу, где окончил Берлинский университет. Диссертацию по теме «De choreae indole, sede et nexu cum rheumatismo articulari, peri- et endocarditide» защитил в 1864 году (опубликована в том же году на латинском языке и в немецком переводе в 1865 году).
В 1865 году, вернувшись в Россию, защитил в Санкт-Петербургской медико-хирургической академии диссертацию и получил степень доктора медицины. Теоретически, врачебная и преподавательская деятельность в медицине была доступна для евреев, имевших медицинские учёные степени. Однако на практике евреев — преподавателей медицины было очень мало, и никто из них не смог продвинуться далее неоплачиваемой должности приват-доцента. Стремясь к академической деятельности, Цион в 1865 году принял христианство, что сняло для него любые карьерные ограничения.
Его старший брат Моисей (Moses Cyon) также стал врачом, в 1864 году им была защищена диссертация доктора медицины на тему «De diabete mellito, eiusque nexu cum cerebri et nervorum affectionibus» (опубликованная в том же году отдельной книгой); впоследствии он был профессором Берлинского университета.

### Первый период научной деятельности
После получения докторской степени Цион был отправлен Министерством просвещения в трёхлетнюю заграничную научную командировку. Начал работу в берлинской лаборатории физиолога Эмиля Дюбуа-Реймона; затем продолжил исследования в Физиологическом институте Карла Людвига в Лейпциге. Цион и Людвиг совместно открыли подходящий к аорте нерв-депрессор (нерв Циона — Людвига), объяснив тем самым барорефлекс (рефлекс Циона — Людвига) — один из рефлекторных механизмов регуляции кровяного давления (1866). В 1867 году Циону была присуждена значимая научная награда — Монтионовская премия. Исследования Циона заинтересовали возглавлявшего комитет премии французского физиолога Клода Бернара, который предложил Циону работу в своей лаборатории в Коллеж де Франс. Три года в Германии и Франции оказались плодотворным периодом в жизни учёного. Он вёл научную работу под руководством ведущих европейских учёных, опубликовал более 30 статей на немецком, французском и русском языках, наладил широкие научные связи. В этот период наметился и круг тем, в дальнейшем интересовавших Циона как физиолога: иннервация сердца и рефлекторная регуляция кровяного давления, роль вестибулярного аппарата как механизма пространственной ориентации, влияние гормонов щитовидной железы на регуляцию сердечной деятельности. Среди прочего, Ционом была изобретена оригинальная техника исследований на изолированном сердце лягушки, в дальнейшем развитая другими исследователями и приведшая к значимым открытиям. Тогда же начался и его конфликт с Ф. Н. Заварыкиным, также командированным в лабораторию Людвига, но не достигшим, в отличие от Циона, заметных успехов. В 1868 году командировка была окончена, и Цион вернулся в Россию.

### Научная и преподавательская деятельность в России

#### Преподавание в Санкт-Петербургском университете
С 1868 года Цион начал преподавательскую деятельность в Санкт-Петербургском университете, где он в качестве приват-доцента читал лекции по физиологии на медицинском факультете, а также занимал должность лаборанта физиологической лаборатории Ф. В. Овсянникова. Цион значительно усовершенствовал лабораторию, организовав приобретение нового оборудования. Благодаря его усилиям лекции теперь сопровождались различного рода удачными демонстрациями; особенную склонность Цион проявлял к вивисекции. Цион был очень популярным преподавателем, а его лекции собирали полную аудиторию. Учёный был известен прекрасной операционной техникой; иногда он демонстративно проводил вивисекционные операции во фраке с крахмальной манишкой и в белых перчатках, ухитряясь не испачкать свой наряд кровью. Среди студентов Циона в университете был И. П. Павлов, вспоминавший затем об учёном с уважением и теплотой. В каникулярное время Цион продолжал работу в лабораториях Бернара и Людвига. Одновременно с деятельностью в университете Цион вёл в Медико-хирургической академии курс нервных болезней. В 1870 году Цион получил звание экстраординарного профессора.

#### Преподавание в Медико-хирургической академии
В 1870 году из Медико-хирургической академии ушёл профессор-физиолог И. М. Сеченов. На своё место он рекомендовал Циона. Однако конференция академии склонялась к другому кандидату, А. С. Шкляревскому. Для избрания на вакантную должность была составлена комиссия из семи профессоров, возглавляемая враждебным к Циону Заварыкиным. Комиссия, в составе которой не было физиологов, проработала почти год, составив 110-страничный отчёт. Научные работы Циона были признаны плагиатными, вторичными, лишёнными научной ценности, а сам он — не подходящим для занятия профессорской должности. По мнению И. И. Мечникова, члены комиссии были движимы, среди прочего, и антисемитскими предрассудками. Поскольку заключение резко противоречило рекомендациям, полученным Ционом от европейских учёных, Сеченова и профессоров Санкт-Петербургского университета, главный военно-медицинский инспектор Н. И. Козлов обжаловал постановление военному министру Д. А. Милютину. В 1872 году военный министр своей властью назначил Циона профессором Медико-хирургической академии, сделав при этом конференции академии замечание за использование недостойных для научной дискуссии аргументов. Разумеется, такой скандальный порядок назначения не улучшил отношения Циона с профессурой Академии. «Дело Циона» широко обсуждалось в обществе и в прессе, причём для либеральной части общественности научные заслуги Циона имели меньшее значение, чем его политические взгляды и нарушение министром самостоятельности Академии. С этого момента Цион приобрёл одиозную репутацию, оказавшую самое неблагоприятное воздействие на его дальнейшую жизнь и карьеру.
С самого начала деятельность Циона в Медико-хирургической академии была омрачена нарастающими конфликтами с профессорским составом и студентами. Мотивы этих двух конфликтов были разными.
Профессора не любили Циона из-за его назначения вопреки воле конференции, как еврея и как яркого и активного учёного. В целом атмосфера в преподавательской корпорации Академии была конфликтной; крупных учёных было мало, популярный Сеченов только что покинул Академию из-за многочисленных разногласий с коллегами. В результате Цион не мог (или не хотел) найти общий язык с профессорами.
Студенты, напротив, были раздражены монархическими и консервативными взглядами Циона, его религиозностью, антиматериализмом, неприятием эволюционной теории Дарвина и ненавистью к нигилизму. Парадоксальным образом Цион плохо относился к рекомендовавшему его в Академию Сеченову, именуя его «патриархом нигилизма», что также раздражало студенчество, питавшее к Сеченову глубокое уважение. Сеченов, в свою очередь, вёл себя куда более благородно, неизменно выказывая уважение к научным заслугам Циона. Демократическое и материалистическое направление в студенческой среде Академии того времени было настолько сильным, что студентов раздражали не только взгляды Циона, но и то, что он в числе немногих преподавателей носил военный мундир, что он ездил на дорогих лошадях и т. п. Ещё одним источником раздражения была строгость Циона как преподавателя. Многие студенты Академии того периода уделяли учёбе мало внимания и времени. Считалось нормальным через старосту договориться с профессором о том, чтобы всем неподготовленным студентам был поставлен удовлетворительный балл без фактической сдачи экзамена. Цион, следовавший немецкой академической традиции, следил за посещаемостью занятий и принимал экзамены строго, без поблажек.
На фоне конфликтов проявились наиболее неприятные черты личности Циона: злобность, раздражительность, жёлчность, высокомерие, злопамятность, стремление к самоутверждению за счёт окружающих и неуважение к их взглядам. Пока Цион был занят научными исследованиями за границей и преподаванием в университете, он сталкивался исключительно с высокой оценкой своей деятельности и похвалами. При таких обстоятельствах он легко устанавливал хорошие отношения с окружающими и умел нравиться людям. Но первый же конфликт с назначением его в Медико-хирургическую академию активизировал другую сторону его личности: оказалось, что Цион легко наживает себе врагов и неспособен к примирению с ними. Этот паттерн затем многократно повторялся в жизни Циона, принеся ему множество неприятностей. По воспоминаниям И. И. Мечникова, «…Многие знавшие его — и я в том числе — его очень не любили за его злобный характер и неспособность стать на сколько-нибудь нравственно возвышенную точку зрения. Но справедливость побуждает отнести его к числу особенно талантливых и оригинальных учёных, деятельность которых оставила по себе неизгладимые следы».
Несмотря на все конфликты, научная и преподавательская деятельность Циона в стенах Медико-хирургической академии была активной и плодотворной. Цион принял маленькую и скромную физиологическую лабораторию, предназначенную лишь для простейших опытов, и в течение двух лет преобразовал её в одну из наиболее оборудованных научных площадок Европы. Лаборатория переехала в новое здание Анатомо-физиологического института Академии, где заняла целый ряд помещений. Две комнаты были оборудованы для вивисекции, ещё две — для электрофизиологических опытов, одна для анализов крови и одна для опытов по физиологической химии. Для лаборатории было закуплено и изготовлено множество современных инструментов — аппараты для электрофизиологических опытов, акустическое и оптическое оборудование, регистрирующие аппараты (кардиограф, сфигмограф, миограф). Цион пользовался поддержкой главного военно-медицинского инспектора Н. И. Козлова и умел найти финансирование для своих обширных научных планов. В 1874 году Цион опубликовал двухтомный «Курс физиологии», первый оригинальный русский учебник по данному предмету, а также книгу «Principes d’électrothérapie» («Принципы электротерапии», на французском языке). За конкурсную работу «Базовые физические и физиологические принципы применения электричества в медицине» Цион был награждён золотой медалью Французской академии наук. Цион поощрял научную работу студентов в лаборатории и опубликовал ряд статей, написанных совместно со своими учениками. Лекции Циона в академии, как и предшествующие лекции в университете, привлекали к себе большое внимание. Их особенностью были эффектные вивисекционные опыты и широкое использование разного рода регистрирующих приборов и электромеханического оборудования. Цион читал в Академии также вечерние лекции для практикующих врачей по физиологии дыхания и кровообращения.

#### Конфликт и отставка
Медико-хирургическая академия была подчинена Военному министерству, но при этом являлась гражданским учебным заведением (военные врачи были не военнослужащими, а чиновниками военного ведомства); студенты не носили формы и не подчинялись военной дисциплине. Академия ещё с начала 1860-х годов была известна оппозиционным настроем своих студентов, выделявшим её из ряда высших учебных заведений. В 1869 году в Академии произошли студенческие волнения, приведшие к её временному закрытию. Взгляды, характерные для студентов-медиков того периода, с лёгкой руки И. С. Тургенева критически именовали «нигилизмом». В то время этот нигилизм ещё не был политическим (в отличие от последующего народничества), а скорее являлся смесью ранних социалистических идей, сциентизма, материализма и атеизма. Цион противостоял всем составляющим этого комплекса взглядов и при этом ещё принял на себя задачу активной борьбы с «нигилистической заразой», поразившей Академию. Не удивительно, что отношения Циона со студентами всё более и более ухудшались. В октябре 1874 года разразился скандал: группа враждебных Циону студентов устроила обструкцию в аудитории, по жалобе Циона зачинщики были арестованы, что вызвало масштабные студенческие волнения, перекинувшиеся затем на Горный и Технологический институты и приведшие к временному закрытию этих учебных заведений. По несколько другой версии событий, причиной скандала послужило большое количество неудовлетворительных оценок, выставленных Ционом на экзамене. В любом случае было очевидно, что дальнейшее сосуществование Циона и радикальных студентов невозможно. Учитывая непопулярность Циона в профессорской корпорации, руководство Академии приняло решение не в пользу Циона. В конце октября 1874 года он был отстранён от преподавания. Поскольку Цион не был формально в чём-либо виновен, он был переведён на должность чиновника для особых поручений V класса с сохранением жалованья и считался лицом, командированным для самостоятельной научной работы. Цион уехал в Париж и продолжил работу в лаборатории Бернара, с которым никогда не терял связи. Через год Цион попробовал вернуться в Академию и начать чтение лекций для нового курса. Это привело к повторным волнениям. На этот раз Военное министерство решило уволить Циона в отставку с государственной службы. Цион снова уехал во Францию, и его научная карьера в России окончилась навсегда. Все дальнейшие научные работы Циона были выполнены за границей и опубликованы на французском или немецком языках.

### Деятельность во Франции

#### Научная работа в лаборатории Бернара
В Париже Цион продолжил работу в лаборатории Клода Бернара. Исследования Циона были посвящены вопросам физиологии нервов и мускулов и проблеме воздействия атмосферного давления на организм. В 1876 году Цион опубликовал богато иллюстрированное издание «Methodik der physiologischen Experimente und Vivisektionen, mit Atlas» («Методы физиологических экспериментов и вивисекции, с атласом»), таблицы которого изображали в том числе и различные приспособления и опыты его собственного изобретения. Примечательно, что лаборатория Бернара была много скромнее, чем организованная Ционом лаборатория в Санкт-Петербургской академии; запрашивая для своих исследований правительственную субсидию, Бернар приводил лабораторию Циона как пример, к которому следует стремиться.
В 1878 году Бернар умер. Возник вопрос о занятии его вакантной кафедры в Коллеж де Франс, одном из самых престижных академических учреждений страны, что подразумевало и руководство лабораторией. Цион выступал одним из кандидатов, его главным соперником был ближайший ученик Бернара Поль Бер. Отношения Циона с Бером были плохими; предметом разногласий были (как и ранее с петербургскими коллегами) политические взгляды — Бер, в отличие от Циона, был левым республиканцем и материалистом. Цион не имел докторской степени, признаваемой во Франции, поэтому он стремительно написал на базе накопившихся у него работ диссертацию о полукружных каналах внутреннего уха и их влиянии на ориентацию в пространстве. Цион с успехом защитил диссертацию, третью в его жизни. Несмотря на это, кандидатура Циона провалилась, и на кафедру был избран Бер. Судя по всему, теперь путь к дальнейшему карьерному росту в науке для Циона был закрыт: он рассорился и с российскими, и с французскими коллегами, а в Германии всякое продвижение для иностранца и еврея было невозможным.
Неудача оказала решающее воздействие на жизнь Циона — разочаровавшись в возможности сделать научную карьеру, он решил оставить науку и заняться журналистикой. Разумеется, Цион воспринял Бера как своего личного врага. Их конфликт в дальнейшем переместился на неожиданную почву. Бер был активным общественным деятелем, выступавшим за полное отделение школы от католической церкви. Цион оппонировал ему в прессе, придерживаясь консервативных позиций; статьи Циона были в 1881 году выпущены отдельным сборником под названием «La guerre à Dieu et la morale laique» («Война с Богом и светская мораль»). К разочарованию Циона, это не помешало Беру в 1881 году занять пост министра просвещения в правительстве Леона Гамбетта. Цион вернулся к научным исследованиям только через 18 лет.

#### Журналистика и политическая активность
Покончив с научной карьерой, Цион перешёл к журналистской деятельности. В 1877—1878 годах он опубликовал в «Русском вестнике» и «Голосе» около сотни небольших статей и заметок, посвящённых новейшим достижениям науки (а затем изданных как книга «Научные беседы»). К 1880 году интересы Циона сместились в сторону политической журналистики. Цион сумел постепенно войти во французский газетный и политический мир. Тесные связи Цион установил с хозяйкой политического салона и журналисткой Жюльеттой Адам, редактором популярного журнала «La Nouvelle Revue». Салон Адам был значимым центром французской республиканской и реваншистской политики и журналистики, его посещали политические и литературные фигуры первой величины. Адам активно покровительствовала Циону. В сентябре 1881 — июле 1882 года Цион был директором газеты «Le Gaulois». Газета имела общественно-политическую направленность и придерживалась антиреспубликанских и бонапартистских взглядов. Цион имел связи в литературном и художественном мире: известно о его переписке с Эмилем Золя, а также о неблагоприятных отзывах о нём И. С. Тургенева. Не обходилось и без инцидентов: в 1881 году на выставке В. В. Верещагина в Париже художник подрался с Ционом.
Цион сохранил и значимые связи с российской прессой: со времени скандала в Медико-хирургической академии он поддерживал знакомство с М. Н. Катковым, консервативным публицистом и издателем «Московских ведомостей» и «Русского вестника». В 1883 году Цион чуть было не вернулся в Россию в новом качестве: ему удалось убедить Каткова купить у А. А. Краевского популярную газету «Голос» и передать ему редакторство. Этот план, как и все остальные планы Циона, провалился: стороны не смогли договориться, и газета была закрыта властями.
В 1880 году Цион стал кавалером ордена Почётного легиона, а в 1881 году получил французское гражданство. По сведениям С. Ю. Витте, в это же время Цион нажил крупное состояние на биржевой игре; по сведениям М. Н. Каткова, Цион управлял «огромными промышленными предприятиями».
Французская полиция собирала сведения о Ционе; полицейские отчёты отрывочны и противоречивы, однако передают сложившееся у полиции представление о Ционе как о подозрительной теневой околополитической фигуре. В частности, Цион подозревался в сотрудничестве с германской и британской разведками, в связях с австрийским посольством. В то же время полиция отмечала его контакты с известными французскими политическим деятелями различных политических взглядов: лидером республиканцев Леоном Гамбетта, орлеанистским претендентом на престол графом Парижским, лидером антиреспубликанского движения генералом Буланже. По сведениям полиции, Цион обвинялся в растрате 210 000 франков, собранных для помощи евреям в России; при этом 18 000 франков Цион передал русским революционерам-эмигрантам, желая войти к ним в доверие. Революционеры приняли деньги, но продолжали считать Циона агентом русского правительства (того же мнения придерживалась и полиция). По поручению русского правительства Цион вёл слежку за приезжавшим в Париж в 1883 году великим князем Константином Николаевичем.
Забросив научные занятия, Цион сохранил привязанность к вивисекции. В Англии того времени быстро распространялись антививисекционистские настроения, и Цион активно участвовал в полемике в прессе, отстаивая необходимость вивисекции для развития науки.
В 1885 году Цион опубликовал в «Русском вестнике» Каткова 200-страничную статью «Пятнадцать лет французской республики». Цион подробно и критически описал все политические и общественные институты Третьей республики, сопровождая их выводами, доказывавшими, по его мнению, несостоятельность и нежизнеспособность республиканского строя. Цион считал желательным восстановить во Франции монархию, призвал на престол орлеанистского претендента графа Парижского.
В 1886 году Цион опубликовал в «Русском вестнике» обширную статью «Нигилизм и нигилисты», изданную также и отдельной брошюрой. Это полемическое сочинение было посвящено критике направлений общественной мысли, которые Цион подводил под понятие «нигилизма». Основными объектами критики Циона стали идеи русских политических эмигрантов во Франции: анархиста князя П. А. Кропоткина, народника С. М. Степняка-Кравчинского, народовольца (впоследствии консерватора и монархиста) Л. А. Тихомирова. Цион живо описал свои бедствия в Медико-хирургической академии (которую он именовал «гнездом нигилизма»), объясняя нигилистическими происками не только конфликты со студентами, но и своё неизбрание на должность профессора, равно как и негативные отзывы о нём в легальной петербургской прессе. Цион резко выступал против любых форм демократии и рабочего движения, выражая надежду, что конституционные европейские государства в скорейшем времени одумаются и перейдут к более автократическим и жёстким политическим режимам. По сведениям С. Ю. Витте, в этот период Цион перешёл из лютеранского исповедания в православие.
С 1886 года началась организованная Катковым кампания по созданию союза России и Франции в противовес существовавшим дружественным отношениям России и Германии. Удивительной особенностью этой кампании было то, что Катков выступал как частное лицо при активнейшем противодействии Министерства иностранных дел России, занимавшего прогерманскую позицию. Катков использовал и свои возможности как журналиста, и связи в правительственных кругах, и личное знакомство с Александром III, при этом неизменно действуя через голову министра иностранных дел Н. К. Гирса. Катков при большом личном влиянии в России не имел собственно французских связей. Цион превратился в его политического агента во Франции, обеспечивая Каткову необходимые контакты в политических и журналистских кругах, а также рекламируя идею франко-русского союза в прессе. Министерство иностранных дел отвечало встречными интригами, перлюстрируя почту своих противников и подавая царю доклады, представлявшие Каткова и Циона в неблагоприятном виде. Политика Каткова постепенно начала приносить плоды, Александр III всё больше интересовался возможностью союза с Францией. Необычная дипломатия в обход официальных дипломатических каналов дошла до того, что в начале 1887 года Цион лично отвёз Александру III неофициальное письмо президента Франции Ж. Греви. Разумеется, личная воля Каткова (и тем более участие Циона) не являлась единственной причиной внешнеполитического разворота. Огромную роль сыграли и неожиданные антироссийские выпады канцлера Бисмарка, и конфликт в Болгарии, и широкое распространение франкофильских взглядов в высших правительственных кругах России. В 1887 году было ещё далеко и до окончательного формирования альянса (произошедшего в 1892 году). Однако и вклад Каткова в события оказался в конечном счёте весьма значимым. Сотрудничество с Катковым сделало известной фигурой и самого Циона: в это время он состоял в прямой переписке с обер-прокурором Синода К. П. Победоносцевым и министром просвещения И. Д. Деляновым, о нём имели представление Александр III и О. Бисмарк.
В 1887 году Цион как доверенное лицо Каткова был вовлечён в весьма необычную авантюру. Махараджа Далип Сингх, последний правитель присоединённого к Британской Индии сикхского государства, с юности жил в Англии. В 1886 году он неожиданно решил вернуться в Индию и призвать соотечественников к борьбе против британского господства. Далип Сингх был арестован англичанами в Адене и принуждён к отказу от своих замыслов. После освобождения махараджа жил в Париже. Катков решил устроить приезд махараджи в Россию и его обращение к Александру III за помощью в борьбе против англичан. Циону было поручено встретиться с Далипом Сингхом, убедить его последовать советам Каткова и организовать его приезд в Россию. Первая часть плана была реализована удачно, и Далип Сингх в мае 1887 года отправился в Россию. Царь, опасавшийся бессмысленных дипломатических конфликтов, повёл себя осторожно. Он отказался встретиться с махараджей и не ответил на его письменные обращения. Инициатива Каткова провалилась.
Одной из причин невнимания царя к предложениям Каткова был политический скандал, начавшийся одновременно с приездом Далипа Сингха, в котором также был замешан Цион. Французская пресса обнародовала письмо Каткова, якобы секретно переданное через Циона предполагаемому кандидату на пост премьер-министра Шарлю Флоке. В 1867 году, во время посещения Александром II здания судебных мест в Париже, Флоке воскликнул: «Vive la Pologne, Monsieur!» («Да здравствует Польша, Ваше Величество!»), что в политическом контексте того времени было враждебным выпадом. В результате Флоке опасался, что на посту премьер-министра он столкнётся с враждебностью сына Александра II. В письме Катков от лица Александра III обещал Флоке поддержку России. Публикация вызвала возмущение как во Франции (письмо было расценено как вмешательство России во внутреннюю политику), так и у царя, отнюдь не уполномочивавшего Каткова делать подобные заявления. По всей видимости, способность Каткова влиять на Александра III и внешнюю политику России была уничтожена. В разгар скандала, 20 июля 1887 года, М. Н. Катков скоропостижно умер от инсульта. Уже после смерти Каткова его влиятельные друзья, возглавляемые обер-прокурором Синода К. П. Победоносцевым, сумели убедить Александра III в невиновности Каткова, а весь эпизод был признан провокацией, устроенной сотрудником российского посольства в Париже К. Г. Катакази. Александр III сохранил, однако, стойкое нерасположение к Циону, которого он именовал «канальей» и «негодяем».
После смерти Каткова Цион потерял связь с российской прессой и более в России не публиковался. Судя по всему, Цион надеялся, что станет преемником Каткова на посту издателя «Московских ведомостей», но его кандидатуру даже не стали рассматривать. Внешнеполитическая активность Циона также упала: он был доверенным лицом Каткова и без своего патрона не имел политического веса. Более того, закончился и краткий период, когда частное лицо могло путём личной дипломатии оказывать решающее влияние на внешнюю политику России. Катков в последний год жизни успел оказать Циону важную услугу: он нашёл для него следующего покровителя, познакомив его со своим политическим союзником И. А. Вышнеградским, в январе 1887 года назначенным на пост министра финансов.

#### Служба парижским агентом Министерства финансов
Одной из составляющих российско-германских трений, начавшихся в 1886 году, была объявленная Бисмарком борьба за понижение спроса на русские ценные бумаги. Различного рода запреты на обращение русских фондов, вкупе с проводимой германским правительством агитацией, принесли свои плоды: интерес к русским бумагам в Германии упал, а их курс понизился. Это было большой неприятностью для российских финансов, так как Россия нуждалась как в периодических новых займах, так и в постоянном рефинансировании старых (конверсиях займов), причём основным источником капитала традиционно служила Германия. Политика Вышнеградского оказалось не такой, как предполагал Бисмарк. Вместо уступок Германии Россия приняла решение переориентироваться на французский рынок капитала. Это было рискованным делом — курс всё равно уже упал, а французские инвесторы были менее привычны к русским бумагам, чем германские. Можно было опасаться того, что бумаги разойдутся во Франции на ещё худших условиях, чем если бы их продавали в Германии. Следовательно, необходима была активная работа по продвижению и рекламе русских фондов во Франции.
Продвижение новых ценных бумаг на заграничных рынках было на тот период конфиденциальной операцией. Для каждого нового выпуска составлялся синдикат из зарубежных банков (в современных терминах — андеррайтеров), который выкупал весь выпуск по твёрдой цене, получая за это скидку. Бумаги не были унифицированы, условия выпусков были разными, так что всегда требовались индивидуальные переговоры. Само существование синдикатов и уплата им комиссионных считались секретом (хотя публика была об этом прекрасно осведомлена), ещё большей тайной был размер комиссии (обычно он составлял около 2 % от номинала выпуска). Секретность часто порождала слухи о преувеличенном размере комиссии и о коррупции при заключении сделок. Другой стороной операций по продвижению бумаг был подкуп иностранной прессы, также бывший весьма конфиденциальным делом. Таким образом, российское Министерство финансов имело потребность в содержании в Париже особого агента, который располагал бы хорошими связями и в банковских кругах, и в прессе и при этом пользовался бы большим доверием. Через руки агента проходили крупные неподотчётные суммы, а сам он, в случае своей недобросовестности, имел широкие возможности для вымогательства и обмана доверителей.
Цион казался хорошей кандидатурой для должности парижского агента. Он обладал финансовой грамотностью, связями в банковских кругах, принадлежал к миру парижской прессы. С начала 1887 года Цион негласно выполнял различные поручения министра финансов, а в мае того же года был принят на государственную службу и назначен финансовым агентом в Париже; официально он состоял в должности чиновника для особых поручений IV класса при министре финансов. Вскоре Цион получил чин действительного статского советника (IV класс, соответствовал званию генерал-майора).
Первым делом, которым был занят Цион по поручению Вышнеградского, стала пробная финансовая операция нового министра по конверсии 5-процентных закладных листов (в современной терминологии — ипотечных облигаций) Общества взаимного поземельного кредита на 98 млн рублей. Эти гарантированные государством бумаги, размещённые преимущественно в Германии, конвертировались в 4,5-процентные закладные листы с более длительным сроком погашения. Операция носила переходный характер: новые бумаги размещались и на германском, и на французском рынках, через синдикат банкиров, состоявший из парижского и франкфуртского домов Ротшильдов и берлинского дома Блейхрёдера. Конверсия оказалась в целом неудачной для российской казны. Результатом её стало намерение Вышнеградского в дальнейшем перенести операции с германского на французский рынок. Именно эта политика и была той сферой, в которой, как казалось, связи и опыт Циона могли принести пользу Министерству финансов.
Длительный период переговоров и поисков новых партнёров, которыми занимался Цион, завершился успехом. Летом — осенью 1888 года российскому правительству удалось сформировать синдикат преимущественно из французских банков, который согласился принять на себя размещение нового крупного займа во Франции. Заём был совмещён с конверсией займа 1877 года, держателями которого были преимущественно немцы, и представлял собой частичное перемещение российского долга с немецкого на французский рынок. В ноябре 1888 года был выпущен 5-процентный золотой заём 1889 года на 500 000 000 франков, первый крупный заём, размещённый преимущественно во Франции. Заём, не представлявший собой крупного финансового успеха для России, имел важное политическое значение — он открыл эпоху французских инвестиций в русские ценные бумаги и явился первым шагом в последующей 29-летней финансовой политике, построенной на тесной связи с французским финансовым рынком. Кроме того, этот заём, частично совмещённый с конверсией займа 1877 года, стал первым в длинном ряду конверсий (принудительных выкупов старых долговых бумаг с обменом их на новые на иных условиях), характерных для финансовой политики Вышнеградского.

#### Увольнение и борьба с Вышнеградским и Витте
В июле 1890 года И. А. Вышнеградский и Цион рассорились. Причины скандала остаются неясными. С. Ю. Витте считал, что Цион запросил от синдиката французских банкиров, осуществлявших выпуск займа, комиссию (по существу — взятку) в размере 200 000 франков и был на этом пойман (Витте также упоминал и о размере взятки в 1 млн франков). Во всяком случае, Вышнеградский «рассказывал кому угодно, что не знал, как отделаться от этого еврейского джентльмена, бессовестные проделки которого обнаружились слишком явно». По утверждению самого Циона, он, напротив, разоблачил Вышнеградского, запросившего ещё большую взятку. От скандала, однако, пострадал не Вышнеградский, а Цион, который был с позором («без прошения») уволен с государственной службы.
Современные архивные исследования подтвердили убеждение Вышнеградского и Витте в недобросовестности Циона. Обнаруженная переписка Циона с немецким банкиром Герсоном Блейхрёдером, доверенным финансистом канцлера Германии Отто фон Бисмарка, показывает, что Цион оказывал Блейхрёдеру услуги незаконного характера: выдавал служебные сведения о ходе переговоров о конверсиях займов с германскими и французскими банковскими группами, обещал склонять Министерство финансов к принятию выгодных для Блейхрёдера решений. Германским банкирам Цион представлял себя горячим сторонником русско-германского банковского альянса, в то время как на службе и в петербургской прессе он столь же рьяно выступал за русско-французский альянс. Деятельность Циона хорошо оплачивалась Блейхрёдером, в их переписке есть упоминания о получении Ционом огромных комиссионных в размере 1,2 млн франков (450 тыс. рублей). Можно предположить, что двойная игра Циона имела целью вымогательство вознаграждения либо с немецкой, либо с французской стороны, то есть при любом исходе переговоров о займах и конверсиях. Бисмарк, осведомлённый о деятельности Циона, запросил справку у поверенного в делах в Санкт-Петербурге Бернгарда фон Бюлова, который сообщил: «Достойные и патриотичные россияне считают журналиста Циона лживым и продажным евреем с революционными наклонностями. Однако Цион — ближайший друг Каткова. Это свидетельствует о том, что Катков либо безумен, либо сам является тайным революционером». Цион выполнял также и политические поручения своего германского покровителя: он выступал посредником в попытке контакта германского правительства со скандальным французским оппозиционным политиком генералом Буланже.
Цион, как то не раз происходило с ним и раньше, перешёл к ожесточённым нападкам на своего гонителя. В 1892 году он издал брошюру «Итоги финансового управления г. Вышнеградского по официальным документам», в которой не только доказывал вредоносность деятельности министра, но и прямо обвинял его во взяточничестве. Цион утверждал, что Вышнеградский получает от парижских банкиров половину прибыли, извлекаемой ими из распространения займов. Цион считал также, что Вышнеградский к своей личной прибыли вёл биржевую игру на курсе рубля. Видимо, и общеэкономические, и уголовные обвинения Циона были несостоятельными. Брошюра Циона попала к Александру III, который запросил мнения С. Ю. Витте (на тот момент потенциального преемника разболевшегося Вышнеградского) о предполагаемой взятке. Витте убедил императора в корректности действий министра. Крупный экономист П. Мигулин считал нападки Циона настолько неосновательными, что в своём огромном по объёму критическом разборе финансового управления Вышнеградского посвятил им одно слово, назвав их «пасквилями».
В 1892 году заболевший Вышнеградский ушёл в отставку, и пост министра финансов занял Витте. Цион предложил Витте свои услуги, но Витте, располагавший неблагоприятными сведениями, оказался от всякого сотрудничества с ним. Цион немедленно перешёл к враждебным нападкам на Витте во французской прессе. Витте отреагировал на инвективы Циона значительно жёстче, чем его предшественник. В 1895 году он собрал совещание с участием министров внутренних дел и иностранных дел, которое вызвало Циона для объяснений в Россию, обязав явиться в двухмесячный срок. Цион, справедливо опасавшийся уголовного преследования, отказался под предлогом болезни. В результате совещание летом 1895 года постановило лишить его чина действительного статского советника, дворянства, орденов и российского гражданства. Витте сохранил стойкое нерасположение к Циону и в своих воспоминаниях не пожалел места для подробного описания его личности и деятельности в самом уничижительном духе. Изложив биографию Циона, Витте на её основании сделал широкий вывод: «негодяи из левых, совершая гадкие дела, совершают их всё-таки большей частью из-за принципа, из-за идеи, а негодяи из правых совершают гадкие дела всегда из корысти и из подлости». Последним выступлением Циона против Витте была брошюра «Куда временщик Витте ведёт Россию?», изданная на русском и французском языках в 1896—1897 годах.
При поступлении на государственную службу в 1887 году Цион отказался от французского гражданства (это было обязательным требованием). Будучи лишён российского гражданства, Цион ходатайствовал о восстановлении французского гражданства, но из-за давления русского правительства ему было в этом отказано. Цион счёл для себя более комфортным переселиться в Швейцарию и получить её гражданство; во Франции он в дальнейшем бывал только наездами. Сохранились материалы полицейского расследования, предпринятого в связи с просьбой о натурализации. Цион в них характеризуется как состоятельное лицо, ведущее широкий образ жизни. Цион женат, и у него есть дети, но при этом имеет и связи с любовницами, преимущественно актрисами; Цион состоит в постоянной связи с известной актрисой Мари Лего, от которой у него также есть ребёнок.
В 1892 году Цион оказался причастным к ещё одному финансовому скандалу. Комиссия французского парламента, расследовавшая «Панамский скандал», установила, что в 1887 году компания Панамского канала потратила 500 000 франков на подкуп М. Н. Каткова с целью получения поддержки «Московских ведомостей». Цион был вызван в комиссию, признал, что имеет сведения об этом деле, но отказался отвечать. При этом в переписке с обладавшим огромным политическим влиянием К. П. Победоносцевым Цион заявил, что взятка была дана уже после смерти Каткова его преемнику Петровскому и что из взятки 200 000 было присвоено русским послом в Париже бароном А. П. Моренгеймом. Циону было известно также и о других взятках, полученных Моренгеймом от французского правительства. Дело было доложено Александру III, который решил ничего не предпринимать по этому поводу; Моренгейм оставался в должности до 1897 года.
В 1895 году Цион издал книгу «История русско-французского союза. 1886—1894. Документы и воспоминания», обширное историческое сочинение, в текст которого вкраплены многочисленные документы, в том числе частные и конфиденциальные. Книга являлась апологией Каткова и подчёркивала его (и самого Циона) ведущую роль в зарождении межгосударственного сотрудничества. С 1897 года Цион прекратил безрезультатные нападки на финансовые власти России; в 1905 году он даже явился с визитом к находившемуся в Париже Витте и предлагал свои услуги, в чём ему очередной раз было отказано.

#### «Протоколы сионских мудрецов»
В 1939 году французский морской офицер и публицист Анри Роллен высказал гипотезу, связавшую Циона с историей создания самого знаменитого антисемитского литературного произведения XX века — «Протоколов сионских мудрецов».
Предположительно, в середине 1890-х Цион переработал попавшийся ему в руки памфлет Мориса Жоли «Диалоги в аду между Макиавелли и Монтескьё», приспособив его для критики политики Витте. Жоли от лица Макиавелли, пребывающего в аду, излагал различные дьявольские планы с явным намёком на политику Наполеона III; евреев же его сочинение не касалось вовсе. Цион модифицировал памфлет 30-летней давности, направив его вместо давно умершего Наполеона III на ненавистного Витте. Так как сам текст Циона является не более чем догадкой исследователей, трудно определённо сказать, что именно Цион сделал с исходным материалом Жоли. Очевидно, что злобные замыслы были перенесены из ада в действительность и приписаны либо непосредственно Витте, либо какой-то загадочной группе заговорщиков, планам которой Витте якобы следовал. В пользу предположительной редактуры текста Ционом свидетельствует добавление в него таких мотивов, которые отсутствовали у Жоли, но волновали Циона — прежде всего, критики теории Дарвина.
Витте, раздражённый нападками Циона, в 1897 году приказал главе российской секретной агентуры во Франции П. И. Рачковскому тайно обыскать виллу Циона в Швейцарии и изъять компрометирующие правительство документы. Среди прочего был найден и неопубликованный черновик Циона. Пламенный антисемит Рачковский, предположительно, радикально переработал текст Циона, превратив его в знаменитые «Протоколы Сионских мудрецов». Все упоминания о Витте исчезли, а зловещие замыслы были приписаны кучке могущественных заговорщиков, представляющих еврейский народ в целом. Дальнейшая история знаменитой фальшивки уже не имеет отношения к Циону.
Вопрос о моральной ответственности Циона за составление «Протоколов» (если вообще данная теория верна) остаётся открытым. Невозможно понять, был ли направлен текст Циона против евреев в целом, или же против узкой группы евреев — международных финансистов, или же только против Витте, без упоминания евреев (как не упоминал евреев и Жоли). Неясен и более общий вопрос об отношении Циона к евреям. В книге «La Russie contemporaine» («Современная Россия», 1892 год) Цион посвятил еврейскому вопросу в России отдельную главу. Цион выражал мнение, что российские евреи в основной массе — трудовая городская беднота; они нуждаются в снятии стеснительных ограничений, но идея еврейского государства в Палестине не представляет для них интереса. Цион предупреждал, что европейскому читателю не следует переносить на российских евреев свои представления о евреях, сформированные деятельностью небольшой кучки влиятельных еврейских банкиров. Таким образом, Цион, как кажется, не был антисемитом. Однако, если принять версию об авторстве Циона для серии книг, изданных под псевдонимом «граф Павел Василий», впечатление меняется — эти сочинения полны резких антисемитских выпадов.
Доказанным предположением из всей теории является лишь кража документов у Циона, все же остальные её части носят гипотетический характер. Начиная с 1980-х годов теория участия Циона в составлении «Протоколов» получила распространение в европейской и американской литературе, но при этом не стала основной научной версией событий и остаётся скорее экзотической; самым известным её сторонником являлся писатель Умберто Эко.

#### Последний период научной деятельности
В 1898—1899 годах Цион возвратился к научной работе, отойдя от политической и журналистской деятельности. По выражению С. Ю. Витте, в этот период «он совсем выцвел, и теперь про него совсем уже не слышно». Потеряв широкие связи с коллегами, он проводил эксперименты в личной лаборатории, а также сотрудничал с Бернским университетом. За 1898—1911 годы Цион опубликовал 11 статей и небольших заметок по физиологии в научных журналах и две книги. Цион, как многие крупные учёные, сделал основные открытия в молодости; выполненные в зрелые годы работы только развивали его исследования, выполненные в начале научной карьеры. Основными их темами продолжали быть иннервация сердца, полуциркульные каналы и функционирование вестибулярного аппарата, роль тиреоидных гормонов в регуляции сердечной деятельности. Цион считал свою научную карьеру прерванной, а исследования — неоконченными. В 1910 году он пожертвовал Болонскому университету капитал для учреждения двухлетней премии в 3000 франков для исследователей, работающих в перечисленных выше трёх узких областях.
В 1908 году Цион принял католичество, в третий раз в жизни переменив исповедание. В старости Циона всё более интересовали вопросы отношений науки и религии. Итогом его размышлений стала изданная в 1910 году книга «Dieu et Science» («Бог и наука»), доказывавшая принципиальную совместимость экспериментального научного знания и христианской веры.
В 1912 году Цион скончался во Франции и был похоронен по католическому обряду на кладбище Монпарнас в Париже. Архив Циона утрачен, и сохранившиеся сведения о его жизни и деятельности носят фрагментарный характер.
Скандалы вокруг Циона продолжились и после его смерти. В 1919 году последняя и предпоследняя жёны Циона состязались в суде, причём предпоследняя жена пыталась доказать законность рождения сына Циона Жоржа, недействительность своего развода с Ционом и его последнего брака. Выяснилось, что Цион, в момент вступления в предпоследний брак в 1881 году числившийся на русской службе лютеранином, а в момент развода в 1886 году — православным, и вступил в брак, и развёлся через раввина.

## Сочинения Циона

### На русском языке
- Цион И. Ф. Пятнадцать лет республики // Русский вестник. М., 1885. Гл. I—VI: Том 178, № 8, с. 461—516. Гл. VII—XI: Том 179, № 9, с. 120—184. Гл. XII—XIV: Том 179, № 10, с. 523—600.
- Цион И. Ф. Нигилисты и нигилизм // Русский вестник. М., 1886. Гл. I: Том 183, № 6, с. 750—796. Гл. II: Том 184, № 7, с. 262—298. Гл. III—IV: Том 184, № 8, с. 772—826.
- Цион И. Ф. Итоги финансового управления г. Вышнеградского по официальным документам. — Lausanne: B.Benda, 1892. — 50 с.
- Цион И. Ф. С. Ю. Витте и его проекты злостного банкротства пред Государственным Советом. — Paris: Haar & Steinert, 1896. — 96 с. Архивировано 21 октября 2013 года.
- Цион И. Ф. Куда временщик Витте ведёт Россию?. — Paris: Haar & Steinert, 1896. — 88 с.
- Цион И. Ф. Как установить в России правовой Государственный Строй. Записка на Высочайшее Имя. Что делать Государю? Как быть Оппозиции?. — Paris, Leipzig, 1905. — 75 с.

### На немецком языке
- Dr. E. Cyon. Die Lehre von der Tabes dorsualis: kritisch und experimentell erläutert. — Berlin: Verlag von Carl Sigismund Liebrecht, 1867. — S. 115.
- Elias von Cyon. Gesammelte physiologische arbeitenn. — Berlin: August Hirschwald, 1888. — S. 344.

### На французском языке
- Elie de Cyon. Les nerfs du cœur, anatomie et physiologie; avec une préface sur les rapports de la médecine avec la physiologie et la bactériologie. — Paris: Félix Alcan, 1905. — 256 p. Архивировано 1 февраля 2014 года.